# Sulmierzyce (gmina)
Pour les articles homonymes, voir Sulmierzyce (homonymie).
Sulmierzyce est une gmina (commune) rurale (gmina wiejska) du powiat de Pajęczno, dans la Voïvodie de Łódź, dans le centre de la Pologne.
Son siège administratif (chef-lieu) est le village de Sulmierzyce, qui se situe environ 14 kilomètres (km) à l'est de Pajęczno (siège du powiat) et 70 kilomètres au sud de la capitale régionale Łódź (capitale de la voïvodie).
La gmina couvre une superficie de 82,72 km2 pour une population de 4 757 habitants en 2006.

## Géographie
La gmina inclut les villages et localités de :

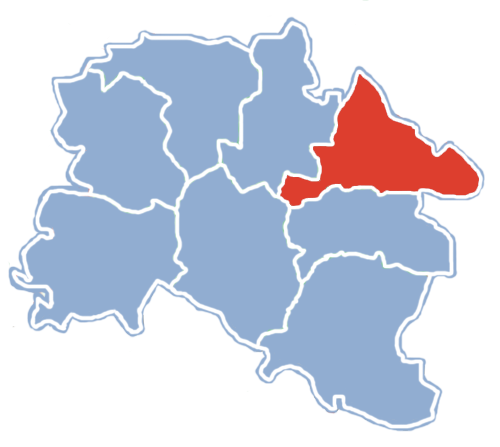
Localisation de la gmina dans le powiat de Pajęczno

- Anielów
- Bieliki
- Bogumiłowice
- Chorzenice
- Dąbrowa
- Dąbrówka
- Dworszowice Pakoszowe
- Eligiów
- Filipowizna
- Kąty
- Kodrań
- Ksawerów
- Kuźnica
- Łęczyska
- Marcinów
- Markowizna
- Nowa Wieś
- Ostrołęka
- Patyków
- Piekary
- Stanisławów
- Sulmierzyce
- Sulmierzyce-Kolonia
- Trzciniec
- Wiśniów
- Wola Wydrzyna
- Złotniki

### Gminy voisines
La gmina de Sulmierzyce est voisine des gminy suivantes :
- Kleszczów
- Lgota Wielka
- Pajęczno
- Rząśnia
- Strzelce Wielkie
- Szczerców

## Administration
De 1975 à 1998, la gmina était attachée administrativement à l'ancienne voïvodie de Piotrków.

Depuis 1999, elle fait partie de la nouvelle voïvodie de Łódź.

## Structure du terrain
D'après les données de 2007, la superficie de la commune de Sulmierzyce est de 82,72 kilomètres carrés, répartis comme telle :
- terres agricoles : 75 %
- forêts : 16 %

La commune représente 10,29 % de la superficie du powiat.

## Démographie
Données du 31 décembre 2007 :
| Description        | Total  | Total | Femmes | Femmes | Hommes | Hommes |
| ------------------ | ------ | ----- | ------ | ------ | ------ | ------ |
| Unité              | Nombre | %     | Nombre | %      | Nombre | %      |
| Population         | 4 700  | 100   | 2 371  | 50,4   | 2 329  | 49,6   |
| Densité (hab./km²) | 57     | 57    | 29     | 29     | 28     | 28     |